# 葉山清加
葉山 清加（はやま きよか、2月21日 - ）は、東京都出身の漫画家。血液型はO型。2005年、『ラビット・ホップ』でなかよし新人まんが賞佳作を受賞し、『なかよしラブリー』冬の号でデビュー。同期は瀬田ハルヒ・福田リンコ。

## 作品リスト
- ラビット・ホップ（デビュー作）
- Ready OK!

| スタブアイコン | サブスタブ | この項目は、まだ閲覧者の調べものの参照としては役立たない、漫画家・漫画原作者に関連した書きかけの項目です。この項目を加筆・訂正などしてくださる協力者を求めています（P:漫画/PJ:漫画家）。 |